# Formmangel
Formmangel liegt im deutschen Zivilrecht vor, wenn ein Rechtsgeschäft nicht in der gesetzlich vorgeschriebenen Form abgeschlossen wird und deshalb kraft Gesetzes von Anfang an keine Rechtswirksamkeit entfaltet. Formmangel ist einer der Nichtigkeitsgründe im Rechtsverkehr.

## Allgemeines
Rechtsgeschäfte bedürfen im Regelfall keiner besonderen Form, damit der Rechtsverkehr nicht unnötig erschwert wird. Gesetzliche Formvorschriften bilden deshalb die Ausnahme. Wo allerdings das Gesetz diesen Grundsatz der Formfreiheit einschränkt, werden 4 Ziele verfolgt:
- Warnfunktion: Der Erklärende soll wegen der Risiken des Geschäfts vor übereilten Bindungen geschützt werden, indem ihm seine Verpflichtungen schriftlich vor Augen geführt werden;
- Beweisfunktion: Die Form soll klarstellen, ob und mit welchem Inhalt das Geschäft zustande gekommen ist und etwaige später aufkommende Erinnerungslücken – etwa vor Gericht – verhindern;
- Beratungsfunktion: Die notarielle Beurkundung soll darüber hinaus eine sachkundige Beratung und Belehrung der Beteiligten sicherstellen;
- Kontrollfunktion:

Ausnahmsweise kann durch Formvorschriften auch eine behördliche Überwachung gewährleistet werden.
Formvorschriften finden sich überwiegend im BGB, aber auch in anderen Gesetzen. Ob eine bestimmte Formvorschrift einzuhalten ist, wird im Gesetz ausdrücklich erwähnt: „Zur Gültigkeit des Bürgschaftsvertrags ist schriftliche Erteilung der Bürgschaftserklärung erforderlich.“ (§ 766 Satz 1 BGB). Wie eine Formvorschrift erfüllt wird, ist ausschließlich im BGB geregelt.  		

## Arten der Formvorschriften
Das BGB sieht im Vertragsrecht drei abgestufte Kategorien von Formvorschriften vor, und zwar die Schriftform (kann durch elektronische Form ersetzt werden), öffentliche Beglaubigung und notarielle Beurkundung. Die Vertragsarten, die jeweils diesen Formvorschriften unterliegen, sind im BGB und anderen Gesetzen abschließend aufgezählt. Werden diese Formvorschriften nicht eingehalten, sind die zugrunde liegenden Rechtsgeschäfte nichtig (§ 125 BGB). Im Umkehrschluss hieraus sind Verträge gültig, die eine höhere als die gesetzlich vorgesehene Form erfüllen (etwa notarielle Beurkundung anstatt Schriftform).

### Schriftform
Die schriftlich abgefasste Urkunde ist vom Aussteller eigenhändig durch Namensunterschrift oder durch notariell beglaubigtes Handzeichen zu unterzeichnen (§ 126 Abs. 1 BGB). Bei einem Vertrag müssen die Beteiligten auf derselben Urkunde unterzeichnen (§ 126 Abs. 2 BGB). Die Urkunden haben das gesamte formbedürftige Rechtsgeschäft zu enthalten, Unterschriften müssen den Urkundentext räumlich abschließen – sie stehen immer unter dem Text. Schreibt das Gesetz für eine Erklärung die Schriftform vor, verlangt § 126 Satz 1 BGB lediglich, dass die Urkunde von dem Aussteller durch Namensunterschrift eigenhändig unterzeichnet ist. Danach braucht der Text nicht fertiggestellt zu sein, wenn die Unterschrift geleistet wird. Der Erklärende kann das Papier auch blanko unterzeichnen; die Schriftform ist in diesem Falle mit Vervollständigung der Urkunde gewahrt. Das Gesetz definiert hier den Urkundenbegriff nicht, sondern geht davon aus, dass schriftlich abgefasste Dokumente eine Urkunde sind. Die Schriftform erfordert bei einer mehrere Seiten umfassenden Urkunde keine körperliche Verbindung der einzelnen Blätter der Urkunde miteinander (Urkundeneinheit), wenn sich deren Einheit aus fortlaufender Paginierung, fortlaufender Nummerierung der einzelnen Bestimmungen, einheitlicher grafischer Gestaltung, inhaltlichem Zusammenhang des Textes oder vergleichbaren Merkmalen zweifelsfrei ergibt.
Der Schriftform bedürfen kraft gesetzlichem Zwang die Quittung (§ 368 BGB), der Verbraucherdarlehensvertrag (§ 492 Abs. 1 BGB), Mietvertrag über 1 Jahr Laufzeit (§§ 550, § 578 Abs. 2 BGB), Arbeitsvertrag (§ 2 Abs. 1 Nachweisgesetz), Kündigung eines Arbeitsvertrages (§ 623 BGB), Leibrentenversprechen (§ 761 BGB), Bürgschaft natürlicher Personen (§ 766 BGB), Schuldversprechen (§ 780 BGB), Schuldanerkenntnis (§ 781 BGB), Annahme einer Anweisung (§ 784 BGB), Inhaberschuldverschreibung (§ 793 BGB), die Abtretung von Brief-Grundpfandrechten (§ 1154 Abs. 1 BGB), der Pflegevertrag (§ 120 SGB XI) sowie Scheck und Wechsel (Art. 1 SchG und Art. 1 WG). Das eigenhändige Testament muss komplett vom Erblasser handschriftlich verfasst und durch diesen eigenhändig unterschrieben sein (§ 2247 Abs. 1 BGB). Beim eigenhändigen Testament ist die Unterschrift mit Vorname und Familiennamen des Erblassers die Regel, doch darf auf andere Weise unterschrieben werden („euer Vater“; § 2247 Abs. 3 Satz 2 BGB). Ausnahmsweise können Kaufleute nach § 17 Abs. 1 HGB mit dem Namen ihrer Firma unterschreiben. Alle übrigen Schriftformerfordernisse verlangen nur die Unterschrift des Ausstellers, ihr vorangehender Text kann vorgedruckt, maschinenschriftlich oder handschriftlich sein und muss nicht vom Unterzeichner verfasst worden sein. Ein Verwaltungsakt kann zwar nach § 37 VwVfG mündlich erlassen, muss aber schriftlich bestätigt werden. Werden diese Verträge geändert, müssen auch diese Änderungen schriftlich verfasst sein.
Die Vertragsparteien können für alle an sich formfreien Rechtsgeschäfte zur Beweiserleichterung die gewillkürte Schriftform vereinbaren (§ 127 BGB).

#### Elektronische Form
Der heutige Geschäftsverkehr bedient sich vielfach elektronischer Kommunikationsmöglichkeiten, die nicht der geschilderten Schriftform genügen. Das gilt für das Telefax, die E-Mail und das Ausfüllen von Bestellformularen im Internet/Mailorder- und E-Commerce-Verfahren. Soweit es um Rechtsgeschäfte geht, die formfrei sind, bringt das jedenfalls für die Gültigkeit der Geschäftsabschlüsse keine Probleme mit sich. Die Frage ist aber, ob nicht auch an sich formbedürftige Rechtsgeschäfte über diese Kommunikationsmittel abgeschlossen werden sollen, wenn es für den elektronischen Austausch von Willenserklärungen der Unterschriftsleistung und ihren Funktionen vergleichbare Verfahren geben sollte.
Seit August 2001 kann die schriftliche Form durch die elektronische Form ersetzt werden, wenn sich nicht aus dem Gesetz etwas anderes ergibt (§ 126 Abs. 3 BGB). Wie das Ersetzen der schriftlichen Form durch die elektronische Form erfolgt, bestimmt § 126a Abs. 1 BGB. Soll die gesetzlich vorgeschriebene schriftliche Form durch die elektronische Form ersetzt werden, so muss der Aussteller der Erklärung dieser seinen Namen hinzufügen und das elektronische Dokument mit einer qualifizierten elektronischen Signatur nach dem Signaturgesetz versehen. Das Signaturgesetz verweist auf ein asynchrones Verschlüsselungsverfahren unter Verwendung von Schlüsselpaaren aus öffentlichen und privaten Schlüsselteilen, das man qualifiziert nennt, wenn das Schlüsselpaar und die dazugehörige Chipkarte von einem vom Bundesamt für Sicherheit in der Informationstechnik zertifizierten Anbieter stammen. Die Bestimmung stellt klar, dass nur die Schriftform durch die elektronische Form ersetzt werden kann, strengere Formerfordernisse hingegen nicht.

#### Textform
Rechtsgrundlage für die Textform ist § 126b BGB. Danach muss eine lesbare Erklärung, in der die Person des Erklärenden genannt ist, auf einem dauerhaften Datenträger abgegeben werden. Eine Erklärung ist lesbar, wenn der Empfänger sie auf Papier oder wie auf Papier lesen kann oder eine elektronische Erklärung über ein Anzeigeprogramm lesbar ist. Es muss sich um Schriftzeichen handeln, die auf dauerhaften Datenträgern gespeichert sind. Zur Dauerhaftigkeit genügt, wenn die Erklärung vom Empfänger solange aufbewahrt oder gespeichert werden kann, dass sie während eines für ihren Zweck angemessenen Zeitraums zugänglich und geeignet ist, die Erklärung unverändert wiederzugeben. Der Erklärende muss lediglich genannt sein, seine handschriftliche Unterschrift ist – anders als bei der Schriftform – nicht erforderlich.

### Beglaubigung
Die Erklärung muss schriftlich abgefasst und die Unterschrift durch öffentliche Beglaubigung vor einem Notar geleistet sein (§ 129 BGB). Notarielle Beglaubigung ist das Zeugnis darüber, dass die Unterschrift oder das Handzeichen des Ausstellers in Gegenwart eines Notars zum angegebenen Zeitpunkt von dem Erklärenden vollzogen oder anerkannt worden ist (§§ 39, § 40 BeurkG). Sie bestätigt ferner, dass die im Beglaubigungsvermerk namentlich aufgeführte Person und der Erklärende identisch sind. Die Beglaubigung bezieht sich jedoch nur auf die Echtheit der Unterschrift und etwaige Vertretungsberechtigung, nicht dagegen auf den Urkundeninhalt. Eine Beglaubigung durch Verwaltungsbehörden oder Polizei genügt nicht der Formvorschrift des § 129 BGB.
Die öffentlich beglaubigte Form ist insbesondere bei Eintragungen, Anmeldungen und Löschungen zu öffentlichen Registern erforderlich. Anmeldungen zur Eintragung in das Handelsregister sind nach § 12 Abs. 1 HGB elektronisch in öffentlich beglaubigter Form einzureichen, dabei können Dienstsiegel elektronisch dargestellt werden. Ist eine Urschrift oder eine einfache Abschrift einzureichen oder ist für das Dokument die Schriftform bestimmt, genügt die Übermittlung einer elektronischen Aufzeichnung; ist eine öffentlich beglaubigte Abschrift oder ein notariell beurkundetes Dokument einzureichen, so ist ein mit einem einfachen elektronischen Zeugnis (§ 39a BeurkG) versehenes Dokument zu übermitteln (§ 12 Abs. 2 HGB). Die für eine wirksame elektronische Einreichung erforderliche Verwendung einer qualifizierten elektronischen Signatur (§ 39a Satz 2 und 3 BeurkG) ersetzt nur die Unterschrift des Notars.
In § 29 Abs. 1 GBO wird verlangt, dass Eintragungen ins Grundbuch nur aufgrund öffentlich beglaubigter Urkunden vorzunehmen sind. Der in § 29 GBO vorgeschriebene Nachweis der Eintragungsvoraussetzungen in urkundlicher Form soll die Übereinstimmung des Grundbuchinhalts mit der materiellen Rechtslage sicherstellen. Deshalb sollen die zur Eintragung materiell-rechtlich erforderlichen Erklärungen und Tatsachen dem Grundbuchamt durch öffentliche oder öffentlich beglaubigte Urkunden nachgewiesen werden. Bei einfachen Hypotheken- und Grundschuldbestellungen (ohne Unterwerfungserklärung), Abtretungen, Pfandentlassungen, Löschungsbewilligungen oder Auflassungsvormerkungen ist daher die öffentliche Beglaubigung formelle Eintragungsvoraussetzung. Zwar genügt für die Wirksamkeit einer Abtretung von Briefgrundschulden materiell-rechtlich die Schriftform (§ 1154 Abs. 1 BGB), doch ist für die Eintragungsfähigkeit dieser Abtretungserklärung eine öffentliche Beglaubigung erforderlich. Der Grundpfandrechtsgläubiger hat jedoch das Recht, notfalls auf Beglaubigung zu klagen (§ 1154 Abs. 1 Satz 2 BGB). Nach formellem Grundbuchrecht ist jeweils die Eintragungsbewilligung zu beglaubigen. Durch den Unterzeichner vorgenommene nachträgliche Textänderungen wahren die Form des § 29 GBO, weil sich die Beglaubigung nicht auf den Textinhalt bezieht. Bei behördlichen Eintragungsanträgen (etwa Zwangsversteigerungsvermerk) genügt ausnahmsweise die mit einem Dienstsiegel versehene unterzeichnete Urkunde (§ 29 Abs. 3 GBO). Einzige Ausnahme vom generellen Beglaubigungszwang bildet der beurkundungspflichtige Grundstückskaufvertrag. Während der Beglaubigungszwang vom formellen (Grundbuch-)Recht herrührt, beruht der Beurkundungszwang bei Grundstückskaufverträgen auf materiellem Recht (§ 311b BGB).

### Notarielle Beurkundung
Die Beurkundung durch einen Notar ist das strengste Formerfordernis. In einer Verhandlung vor dem Notar erklären die Beteiligten ihren zu beurkundenden Willen (§ 8 BeurkG), der nach Belehrung durch den Notar in eine Niederschrift aufgenommen, vorgelesen, genehmigt und von den Beteiligten und dem Notar eigenhändig unterschrieben wird (§§ 9, § 13 BeurkG). Im Rahmen der Belehrung hat der Notar als rechtskundige Person den Willen und die Ziele der Beteiligten zu erforschen, sie über rechtliche Gefahren und über die Rechtsfolgen der Beurkundung umfassend aufzuklären (Beratungsfunktion) sowie die getroffenen Regelungen eindeutig und beweiskräftig zu formulieren (Beweisfunktion). Der Notar hat den Beteiligten Wege aufzuzeigen, wie Risiken vermieden werden können.
Beurkundungspflichtige Rechtsgeschäfte sind der Grundstückskaufvertrag (§ 311b Abs. 1 BGB), die Verpflichtung zur vollständigen Vermögensübertragung (§ 311b Abs. 2, 3 BGB), das Schenkungsversprechen (§ 518 Abs. 1 Satz 1 BGB), der Ehevertrag (§ 1410 BGB), Verfügung über einen Erbteil (§ 2033 BGB), öffentliches Testament (§ 2232 BGB), Erbvertrag (§ 2276 BGB), Erbverzichtsvertrag (§ 2348 BGB), der Erbschaftskauf (§ 2371 BGB) oder die Abtretung / Verpfändung von Gesellschaftsanteilen an einer GmbH (§ 15 Abs. 3 GmbHG; hierin ist nur die Abtretung geregelt). Auch einige gesellschaftsrechtliche Verträge (Gründung der AG nach § 23 Abs. 1 AktG, GmbH nach § 2 GmbHG; Unternehmensverträge gemäß § 53 Abs. 2 Satz 1 GmbHG oder Beschlüsse der Hauptversammlung einer AG nach § 130 Abs. 1 AktG) sind notariell zu beurkunden.
Wird eine Grundschuld- oder Hypothekenbestellung für Kreditinstitute mit einer Unterwerfung des Schuldners unter die sofortige Zwangsvollstreckung verbunden (Regelfall), löst diese Unterwerfungserklärung Beurkundungspflicht aus. Die notariell beurkundete Vollstreckungsunterwerfung ist eine ausschließlich auf das Zustandekommen eines Vollstreckungstitels gerichtete einseitige prozessuale Willenserklärung, die nur prozessrechtlichen Grundsätzen untersteht. Sie ist nicht auf eine Änderung der materiellen Rechtslage gerichtet, hat keine materiell-rechtlichen Auswirkungen und bleibt deshalb von einer Unwirksamkeit des mit beurkundeten materiellen Grundgeschäftes unberührt. Umgekehrt ist die Erweiterung des Sicherungszwecks einer vollstreckbaren Grundschuld formfrei wirksam, da es sich nicht um eine Abänderung der notariellen Unterwerfungserklärung handelt. Unterwirft sich der Schuldner für andere Zwecke der Zwangsvollstreckung (etwa im Rahmen einer Bürgschaft oder eines konstitutiven Schuldanerkenntnisses), wird ebenfalls Beurkundungspflicht ausgelöst.
Der Gesetzgeber hält Grundstückskaufverträge, Eheverträge oder die Unterwerfung des Schuldners unter die Zwangsvollstreckung für derart gravierend, dass er hierfür sogar notarielle Beurkundung angeordnet hat. Die beurkundungspflichtige Verpfändung/Abtretung von GmbH-Anteilen hängt mit dem gesetzlichen Ziel zusammen, diese nicht so fungibel auszugestalten wie Aktien.

#### Besonderheit Unternehmenskaufvertrag
Der Unternehmenskaufvertrag an sich ist zwar nicht an eine besondere Form gebunden, allerdings gibt es Regelungen, aus denen sich im Einzelfall die Notwendigkeit einer notariellen Beurkundung des Unternehmenskaufvertrages ergibt. So ist der Erwerb von Geschäftsanteilen an einer GmbH regelmäßig notariell zu beurkunden (§ 15 Abs. 4 GmbHG). Das gilt auch dann, wenn ein Grundstück zum Vermögen des Unternehmens gehört (§ 311b Abs. 1 BGB). Ein Unternehmenskaufvertrag muss gemäß § 311b Abs. 3 BGB auch dann im Sinne des § 128 BGB in Verbindung mit §§ 1 ff. BeurkG notariell beurkundet werden, wenn er pauschal das gegenwärtige Vermögen eines zu erwerbenden Unternehmens zum Inhalt hat. Nach der Rechtsprechung des Reichsgerichts und des Bundesgerichtshofs kann die notarielle Beurkundung vermieden werden, wenn im Unternehmenskaufvertrag die einzelnen Vermögensbestandteile konkret benannt und komplett aufgelistet werden. Allerdings bedarf es hierzu einer lückenlosen Vertragsgestaltung, um das Rechtsrisiko fehlender notarieller Beurkundung und Nichtigkeit auszuschließen. Das OLG Hamm hat in der zitierten Entscheidung vom 26. März 2010 den Kaufvertrag im konkreten Fall mangels notarieller Form für nichtig erklärt. Die Parteien hatten in den Unternehmenskaufvertrag zwar eine Aufzählung von Inventar und Inventurgegenständen sowie verschiedene, genau bezeichnete Forderungen aufgenommen, daneben jedoch auch die Übernahme „aller Aktiva“ vereinbart und Markenrechte und verschiedene Einrichtungsgegenstände aus dem Vermögen der GmbH nicht im Unternehmenskaufvertrag ausdrücklich aufgenommen. Anders als bei Grundstückskaufverträgen und Abtretungen der Gesellschafteranteile nach § 15 Abs. 4 GmbHG konnte in diesem Fall die fehlende notarielle Form nicht durch den Vollzug des Kaufvertrages geheilt werden.

## Heilung
Nach Möglichkeit sollen Rechtsgeschäfte nicht lediglich wegen Formmangels unwirksam sein. In einigen Fällen lässt es das Gesetz deshalb ausdrücklich zu, dass durch Hinzutreten weiterer Umstände wie etwa der Vollzug eines an sich formnichtigen Vertrages das Rechtsgeschäft dennoch wirksam bleibt. Die Fälle, in denen eine derartige Heilung möglich ist, sind konkret im Gesetz beschrieben. So wird ein nicht notariell beurkundeter Kaufvertrag über ein Grundstück wirksam, wenn die Auflassung und Eintragung ins Grundbuch erfolgt sind (§ 311b Absatz 1 Satz 2 BGB). Nach § 494 Absatz 2 BGB ist ein nicht schriftlich abgeschlossener Verbraucherdarlehensvertrag gültig, wenn das Darlehen an den Verbraucher ausgezahlt wird. Der ohne notarielle Beurkundung geschlossene Vertrag über ein Schenkungsversprechen wird wirksam, wenn die versprochene Leistung freiwillig erbracht ist (§ 518 Abs. 2 BGB; nach § 2301 Abs. 2 BGB gilt das auch für das Schenkungsversprechen von Todes wegen). Ein nicht schriftlich abgeschlossener und auf länger als ein Jahr befristeter Wohnraummietvertrag ist nicht nichtig, sondern gilt unbefristet (§ 550 BGB). Die nicht schriftlich vereinbarte Bürgschaft wird wirksam, wenn der Bürge seine Bürgschaftsschuld durch Zahlung erbringt (§ 766 BGB). Eine nicht notariell beurkundete Verpflichtung zur Abtretung eines GmbH-Anteils wird wirksam, wenn die Abtretung mit notarieller Beurkundung erfolgt (§ 15 Absatz 4 GmbHG).